# گاوچرانک‌ها
سردهٔ گاوچرانک‌ها (نام علمی: Bubulcus) یک سرده حواصیل از خانواده حواصیلان است.
سردهٔ گاوچرانک‌ها در سال ۱۸۵۵ توسط طبیعت‌شناس فرانسوی چارلز لوسین بناپارت با گونه نماد گاوچرانک غربی معرفی شد. نام سرده از واژهٔ لاتین است و به معنای «گله گاو» است. این سرده دارای دو گونه است:
| تصویر | نام                 | نام رایج        | پراکندگی |
| ----- | ------------------- | --------------- | --- |
|       | Bubulcus ibis       | گاوچرانک غربی   | جنوب اسپانیا و پرتغال، مناطق گرمسیری و نیمه‌گرمسیری آفریقا و مناطق نمناک گرمسیری و نیمه‌گرمسیری آسیا و گرمسیری و نیمه‌گرمسیری آمریکا |
|       | Bubulcus coromandus | گاوچرانک آسیایی | جنوب و شرق آسیا و استرالیا |

برخی از مقامات طبقه‌بندی هر دو گونه را باهم جمع می‌کنند و آن‌ها را گاوچرانک می‌نامند و این سرده را یکنواخت می‌دانند.